# José Luis Basanta
José Luis Basanta Campos (Fonsagrada, 5 de mayo de 1924 - Pontevedra, 20 de diciembre de 2016) fue un químico gallego conocido por sus trabajos de investigación sobre la historia y las filigranas del papel o por sus estudios sobre la relojería en la península ibérica y los relojes de sol de Galicia.

## Biografía
Hijo de Andrés Basanta Silva, juez de primera instancia en Fonsagrada, se licenció en 1946 en la Facultad de Químicas de la Universidad de Oviedo. En 1949 fue nombrado profesor ayudante de clases prácticas en la Universidad de Santiago de Compostela, donde consiguió una beca del Consejo Superior de Investigaciones Científicas y trabajó bajo la dirección del doctor Ignacio Ribas Marqués. En Madrid leyó su tesis sobre los alcaloides del tojo. En 1955 se trasladó para trabajar en FEFASA (Miranda de Ebro).
En 1962 regresó a Galicia y estableció su residencia en Pontevedra, trabajando en ENCE y ELNOSA, donde se jubiló en 1989 como director técnico. Entre 1974 y 1978 fue decano del Colexio Oficial de Químicos de Galicia.
Paralelamente a su vida profesional, se convirtió en uno de los mayores expertos en documentos antiguos y gran estudioso de las filigranas del papel, la relojería y los relojes de sol. Publicó y participó en varios libros y docenas de artículos.
Tuvo una estrecha relación con el Museo de Pontevedra, donde escribió varios artículos para la revista del propio museo y llegó a ser bibliotecario y vocal del patronato. Desde 1995 hasta 2002 dirigió y coordinó la recopilación de filigranas de los archivos del museo.
En la última etapa de su vida colaboró con la Asociación Cristóbal Colón Galego en el estudio y análisis de la documentación utilizada por Celso García de la Riega, impulsor de la teoría gallega sobre el lugar de nacimiento de Cristobal Colón.
El 20 de diciembre de 2016 falleció a los 92 años de edad y fue enterrado en el cementerio municipal de Villalba.

## Filigranas o marcas de agua
Estudioso de la historia y las filigranas del papel, fue considerado el mayor experto en papel antiguo de Galicia. Fue muy importante su aportación al estudio de las filigranas como manera de datar documentación.

### Obra destacada
- «Tomo I». Marcas de agua en documentos de los archivos de Galicia hasta 1600. La Coruña: Fundación Pedro Barrié de la Maza. 1997. ISBN 84-87819-95-8.
- «Tomo II». Marcas de agua en documentos de los archivos de Galicia hasta 1600. La Coruña: Fundación Pedro Barrié de la Maza. 1997. ISBN 84-87819-96-6.
- «Tomo III». Marcas de agua en documentos de los archivos de Galicia hasta 1600. La Coruña: Fundación Pedro Barrié de la Maza. 1998. ISBN 84-89748-39-X.
- «Tomo IV». Marcas de agua en documentos de los archivos de Galicia hasta 1600. La Coruña: Fundación Pedro Barrié de la Maza. 1998. ISBN 84-89748-40-3.
- «Tomo V». Marcas de agua en documentos de los archivos de Galicia hasta 1600. La Coruña: Fundación Pedro Barrié de la Maza. 2000. ISBN 84-89748-79-9.
- «Tomo VI». Marcas de agua en documentos de los archivos de Galicia hasta 1600. La Coruña: Fundación Pedro Barrié de la Maza. 2000. ISBN 84-89748-80-2.
- «Tomo VII». Marcas de agua en documentos de los archivos de Galicia hasta 1600. La Coruña: Fundación Pedro Barrié de la Maza. 2002. ISBN 84-95892-31-6.
- «Tomo VIII». Marcas de agua en documentos de los archivos de Galicia hasta 1600. La Coruña: Fundación Pedro Barrié de la Maza. 2002. ISBN 84-95892-32-4.

## Relojería
Publicó varios artículos y libros sobre la historia de la relojería en la península ibérica, tanto para editoriales españolas como para extranjeras.

### Obra destacada
- Relojeros de España. Diccionario bio-bibliográfico. Pontevedra: Museo de Pontevedra. 1972.
- Bibliografía relojera española 1265-1972. Pontevedra: Caja de Ahorros Provincial de Pontevedra. 1975. ISBN 84-400-8289-4.
- La "Pantómetra" del Padre Sarmiento. Sada: Ediciós do Castro. 1991. ISBN 84-7492-560-6.

- Relojeros de España y Portugal. Diccionario bio-bibliográfico. Pontevedra: Museo de Pontevedra. 1995. ISBN 84-606-2679-2.
- Bibliografía relojera española medir el tiempo, 1265-2005. Reus: Atempo Collectors. 2007. ISBN 978-84-934952-7-5.

Otras obras en las que participa:
- Smith, Alan (1979). The Country Life International Dictionary of Clocks (en inglés). Londres: Country Life Books. ISBN 0399123385.
- Pearson, Michael (1979). Relojes. Historia de la relojería española (en inglés). Barcelona: Castell, S.A. ISBN 847489008X.
- Admirar o tempo: reloxos no Museo Municipal de Vigo "Quiñones de León" (en gallego). Vigo: Concello de Vigo. Museo Municipal de Vigo "Quiñones de León". 2007. ISBN 978-84-87637-99-5.

## Relojes de sol
José Luis Basanta es considerado un pionero en el estudio y catalogación de los relojes de sol, un tema hasta entonces inédito tanto en Galicia como en el resto de España. Las exposiciones que realizó a partir de 1977 sobre el tema en distintos museos de Galicia y del resto del país, junto a la publicación en 1986 de su libro Relojes de piedra en Galicia, suscitaron cierto interés y se convirtieron en referencia para autores posteriores.

Xosé Filgueira Valverde hablaba así del trabajo de Basanta en su obra Adral (1979):
| (...) ¿Por qué non reparóu denantes ninguén neles? Botade unha ollada ás monografías de bisbarras, vilas e moi- mentos. Somella que non se atopa un «cadrante» por ningures. E agora chega Xosé Luis Basanta e xunta, en pouco tampo, máis de duascentas foto- grafías, estabrece unha tipoloxía, asinala datas e mestres (...) —Xosé Filgueira Valverde |

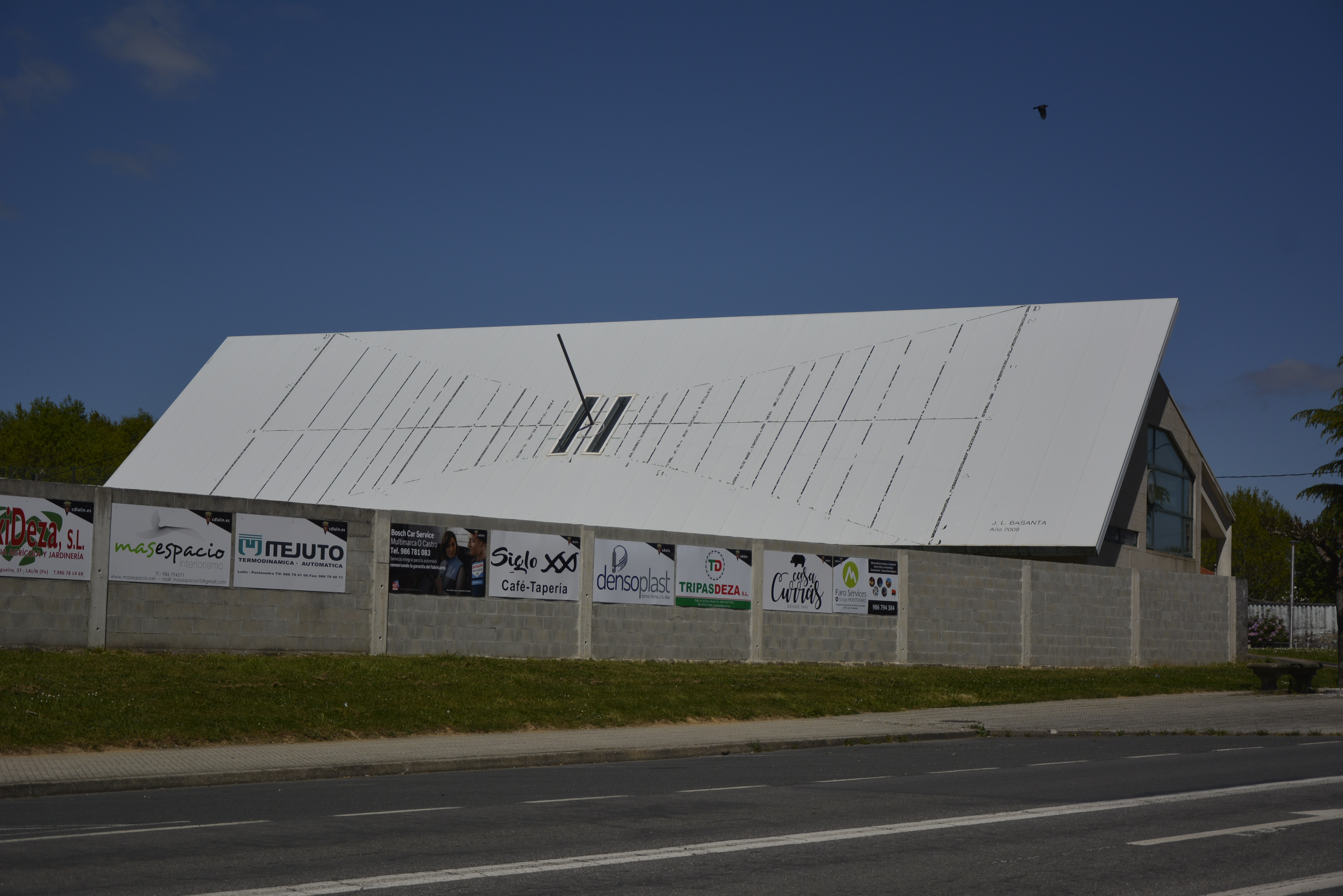
Reloj de sol polar monumental en el Centro Social de Donramiro, Lalín.

Aparte del estudio y catalogación de los relojes de sol, también se dedicó a su diseño. Su obra más destacada la realizó entre los años 2009 y 2010 junto al arquitecto Enrique Pérez Ardá. En una de las vertientes del tejado del Centro Social Donramiro (Lalín), que ocupa 300 metros cuadrados, instalaron el que fue considerado en su época como el reloj de sol polar más grande de Europa. Se inauguró el 15 de octubre del 2010. El monumental reloj fue un homenaje a Ramón María Aller, el famoso astrónomo local.

### Obra destacada
- Relojes de piedra en Galicia. La Coruña: Fundación Pedro Barrié de la Maza. 1986. ISBN 84-85728-55-6.
- Relojes de piedra en Galicia. La Coruña: Fundación Pedro Barrié de la Maza. 2003. ISBN 84-85728-55-6.

Otras obras en las que participa:
- Actas del Primer Congreso Europeo del Hórreo (en gallego y español). Santiago de Compostela: Editorial Compostela. 1990. ISBN 84-85553-05-5..
- Bizkaiko eguzki-erlojuak. Relojes de sol de Bizkaia (en euskera y español). Bizkaia: Bizkaiko Foru Aldundia, Kultura Saila. Diputación Foral de Bizkaia, Departamento de Cultura. 1990. ISBN 84-85553-05-5..

### Exposiciones
- 1977 El reloj de sol en Galicia en el Museo de Pontevedra.
- 1978 Reloxos de sol en el Museo Arqueológico Provincial de Orense.
- 1978 Reloxos de sol en el Museo del Pueblo Gallego de Santiago de Compostela.
- 1980 Relojes de sol gallegos en el Museo de Artes y Costumbres Populares de Sevilla.
- 1980 Rellotges de sol de Galicia en el Museo de las Artes Decorativas de Barcelona de Barcelona.
- 1980 Museo Provincial Textil de Tarrasa.
- 1982 Colegio Mayor de Guadalupe de Madrid.
- 2014 Libros sobre reloxos. Colección José Luis Basanta, en la Ciudad de la Cultura de Galicia de Santiago de Compostela.

## Reconocimientos
- Presidente del patronato de la Editorial de los Bibliófilos Gallegos.[14]
- 1987 Miembro numerario de la Real Academia de Bellas Artes de San Fernando.[1]
- 1988 Colegiado distinguido por el Colegio Oficial de Químicos de Galicia.[15]
- Socio de honor de la Asociación Amigos de los Relojes de Sol.[16]
- 2013 Socio de honor del Liceo Casino de Pontevedra.[17]